# Bildungsportal Thüringen

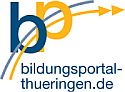
Bildungsportal Thüringen

Das Bildungsportal Thüringen ist das Forum für wissenschaftliche Weiterbildung in Thüringen. Es bündelt Informationen über Angebote aller Thüringer Hochschulen zu den Themen wissenschaftliche Weiterbildung und Neue Medien und richtet sich an Bildungsanbieter und Bildungsinteressierte.

## Beschreibung
Das Bildungsportal Thüringen, eine Internetplattform der Thüringer Hochschulen zur Vermittlung wissenschaftlicher Weiterbildungsangebote, existiert bereits seit 2002 im Internet. Als Marktplatz für die Angebote der Hochschulen und Partner zahlreicher Bildungsnetzwerke fungiert das Portal seitdem als Forum für wissenschaftliche Weiterbildung im Freistaat.
Interessenten können sich auf dem Bildungsportal über Kurse, Workshops, aber auch weiterbildende Teil- und Vollzeitstudiengänge aller neun Thüringer Hochschulen informieren. Ein weiterer Schwerpunkt liegt auf dem Bereich der Neuen Medien, denn deren Zukunftspotential im Bereich Weiterbildung ist bei weitem noch nicht ausgeschöpft. Einige E-Learning-Angebote der Thüringer Hochschulen stehen kostenfrei zur Verfügung und können zur individuellen Weiterbildung genutzt werde. Darüber hinaus können im Portal auch die Thüringer Masterstudiengänge sowie allgemeine Informationen zum Bologna-Prozess abgerufen werden.

## Nutzen
Eine mühevolle Recherche auf den einzelnen Seiten der Hochschulen, über Suchmaschinen und andere einschlägige Internetseiten entfällt und die umfangreichen Suchmöglichkeiten im Portal erleichtern die Recherche nach unterschiedlichen Kriterien wie Fachrichtung, Zeit und Ort. Die Weiterbildungsanbieter können entscheiden, ob ihre Angebote darüber hinaus in weiteren, überregionalen Datenbanken publiziert werden sollen. Die Daten werden dazu an die entsprechenden Partner automatisch weitergeleitet. Dadurch ist gewährleistet, dass die Daten nur an einer Stelle gepflegt werden müssen, aber konsistent auch in anderen Datenbanken wie z. B. im InfoWeb Weiterbildung, der Datenbank des Deutschen Bildungsservers oder in zielgruppenspezifischen Portalen erscheinen.

## Weitere Inhalte
Neben der Kurzvorstellung der Angebote sind auf dem Portal alle Informationen zur Studienorganisation, zu den Voraussetzungen sowie den Ansprechpartnern an den jeweiligen Universitäten auf einen Blick einsehbar. Die Organisation und Durchführung der Weiterbildungsmaßnahmen bleibt natürlich weiterhin an den Stellen der fachlichen Kompetenz – den Thüringer Hochschulen.

## Kooperierende Hochschulen
- Friedrich-Schiller-Universität Jena
- Technische Universität Ilmenau
- Universität Erfurt
- Bauhaus-Universität Weimar
- Hochschule für Musik Weimar
- Fachhochschule Schmalkalden
- Ernst-Abbe-Fachhochschule Jena
- Fachhochschule Erfurt
- Fachhochschule Nordhausen